# Taygetis zippora
Taygetis zippora är en fjärilsart som beskrevs av Butler 1870. Taygetis zippora ingår i släktet Taygetis och familjen praktfjärilar. Inga underarter finns listade i Catalogue of Life.

## Bildgalleri

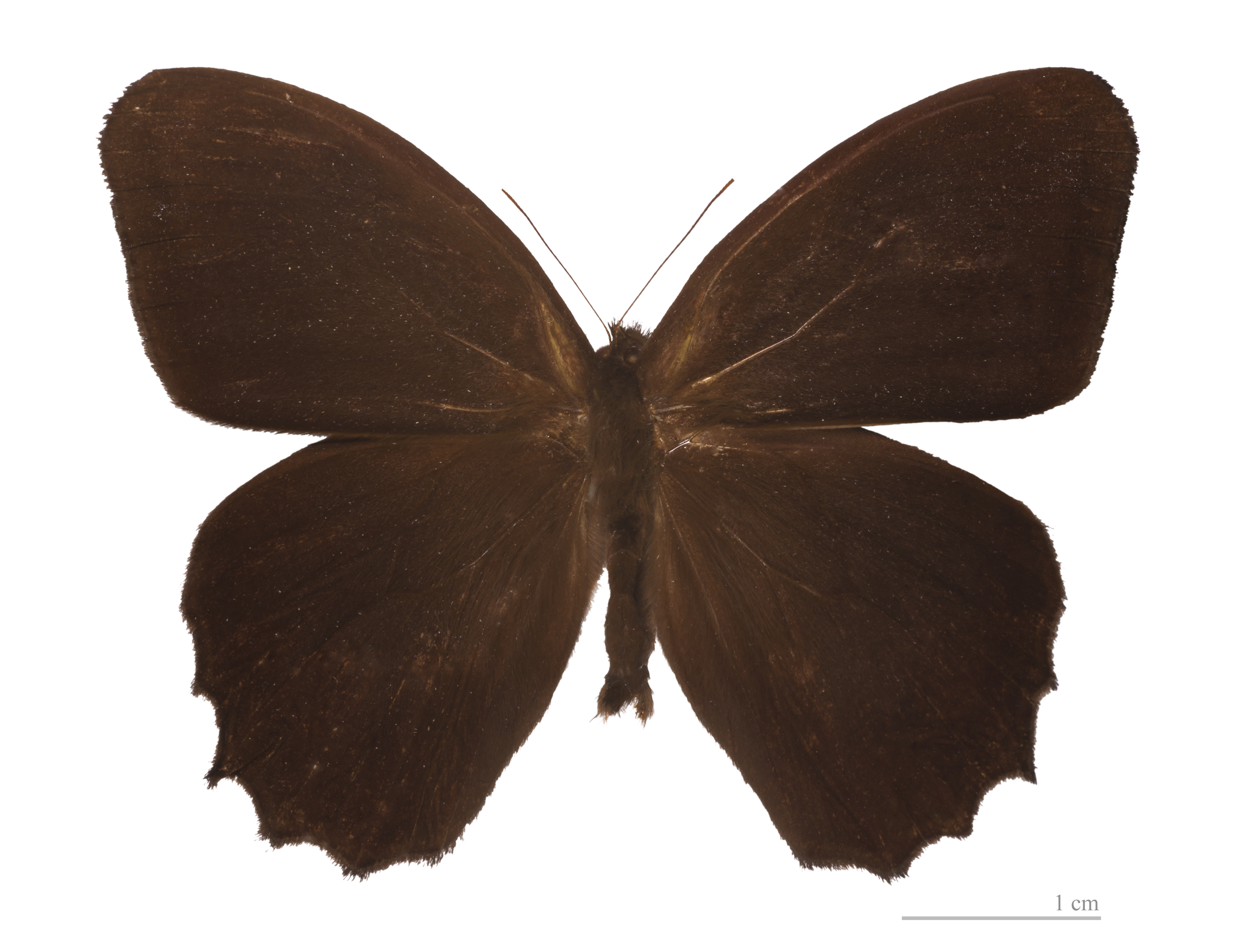
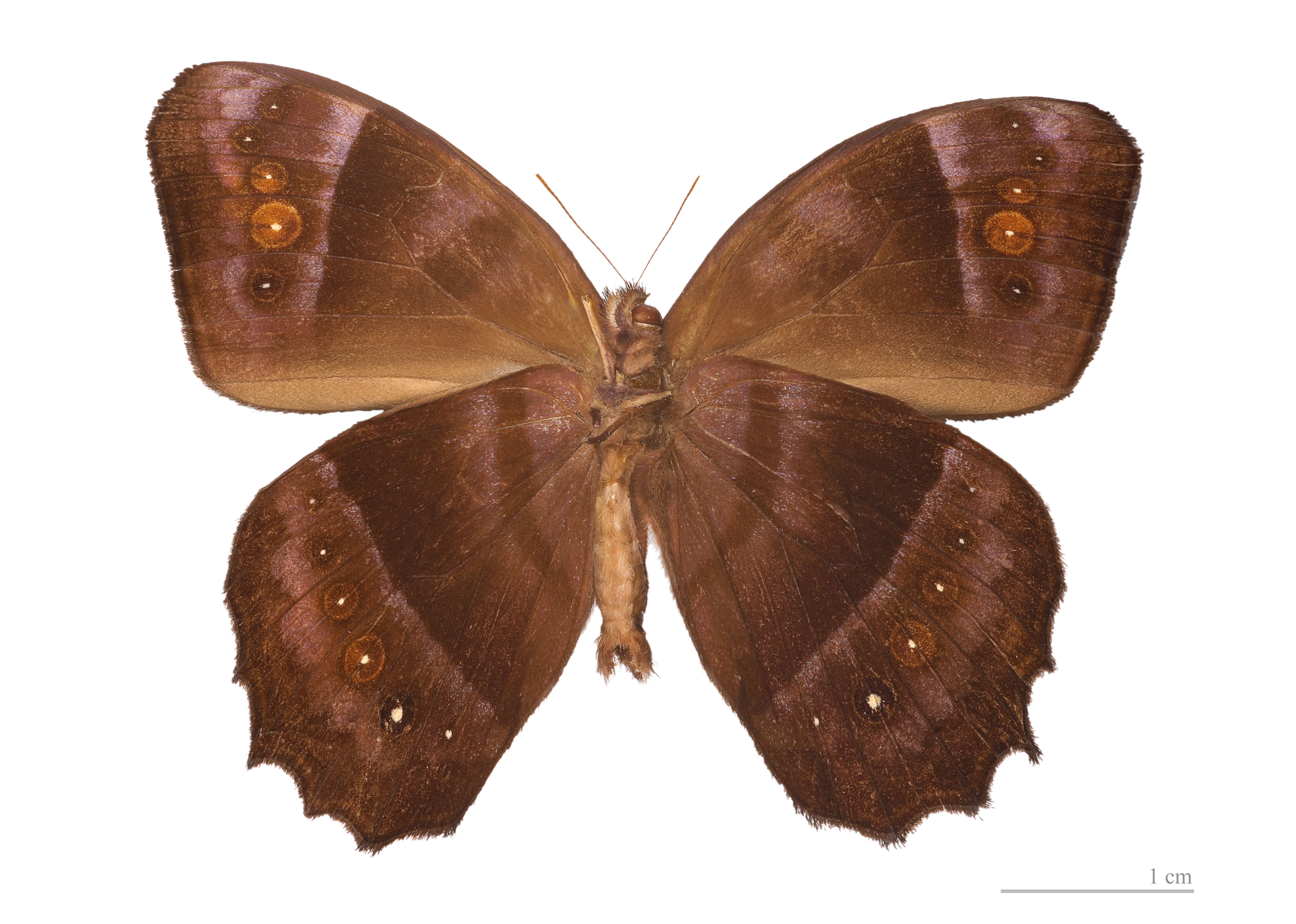